# Ielîzavetpil, Iemilciîne
Ielîzavetpil (în ucraineană Єлизаветпіль) este un sat în comuna Hannopil din raionul Iemilciîne, regiunea Jîtomîr, Ucraina.

## Demografie
Componența lingvistică a localității Ielîzavetpil
     Ucraineană (100%)
Conform recensământului din 2001, toată populația localității Ielîzavetpil era vorbitoare de ucraineană (100%).